# Selçuk (Name)
Selçuk ist ein türkischer männlicher (äußerst selten auch weiblicher) Vorname, der auch als Familienname auftritt und sich auf die türkische Fürstendynastie der Seldschuken bezieht. Außerhalb des türkischen Sprachraums kann vereinzelt die nicht-türkische Schreibweise Selcuk auftreten.

## Namensträger

### Osmanische Zeit
- Selçuk Hatun (um 1407–1485), osmanische Prinzessin

### Vorname
- Selçuk Alibaz (* 1989), türkischer Fußballspieler
- Selçuk Aydın (* 1983), türkischer Boxer
- Selcuk Cara (* 1969), deutscher Opern- und Konzertsänger sowie Autorenfilmer, Regisseur und Schriftsteller
- Selçuk Çebi (* 1982), türkischer Ringer
- Selçuk Eker (* 1991), türkischer Boxer
- Selçuk Görmüş (* 1984), türkischer Fußballspieler
- Selçuk Hergül (1942–2009), türkischer Fußballspieler
- Selçuk İnan (* 1985), türkischer Fußballspieler
- Selçuk Özkan (* 1985), türkischer Fußballspieler
- Selçuk Şahin (Fußballspieler, 1981) (* 1981), türkischer Fußballspieler
- Selçuk Şahin (Fußballspieler, 1983) (* 1983), türkischer Fußballspieler
- Selçuk Sazak (* 1954), türkisch-deutscher Schauspieler, Regieassistent, Intendant und Festivalleiter
- Selçuk Yula (1959–2013), türkischer Fußballspieler

### Familienname
- Füruzan Selçuk (Füruzan; 1932–2024), türkische Schriftstellerin
- İhsan Selçuk (* 1997), türkischer Leichtathlet
- İlhan Selçuk (1925–2010), türkischer Journalist und Buchautor
- Ramazan Selçuk (* 1963), deutscher Politiker (SPD), MdL
- Simge Selçuk (* 1975), türkische Schauspielerin
- Timur Selçuk (1946–2020), türkischer Pianist, Komponist, und Dirigent
- Turhan Selçuk (1922–2010), türkischer politischer Karikaturist
- Zehra Zümrüt Selçuk (* 1979), türkische Ökonomin und Politikerin
- Ziya Selçuk (* 1961), türkischer Psychologe und Politiker